# Скородинка
Скородинка — деревня в Медынском районе Калужской области Российской Федерации.  Входит в состав сельского поселения «Село Никитское».  Село стоит на берегу пересохшей речки Скородинки, бывшем притоке Лужи.  
Рядом находятся: Ступино, Горки.